# وی‌ئی (عامل اعصاب)
وی‌ئی (عامل اعصاب) (به انگلیسی: VE (nerve agent)) با فرمول شیمیایی C۱۰H۲۴NO۲PS یک ترکیب شیمیایی با شناسه پاب‌کم ۶۵۵۶۸ است. که جرم مولی آن ۲۵۳٫۳۴ گرم بر مول است.
این ماده در خانوادهٔ مواد شیمیایی وی قرار دارد مانند و مانند وی‌ایکس در ساخت جنگ‌افزار شیمیایی کاربرد دارد.